# Moeno Sakaguchi
Moeno Sakaguchi (阪口 萌乃 Sakaguchi Moeno?), född 4 juni 1992, är en japansk fotbollsspelare som spelar för Albirex Niigata.
Moeno Sakaguchi spelade 4 landskamper för det japanska landslaget.